# The Gulf Between
The Gulf Between er en amerikansk stumfilm fra 1917 af Wray Physioc.

## Medvirkende
- Grace Darmond som Marie.
- Niles Welch som Richard Farrell.
- Herbert Fortier som Robert Farrell.
- Charles Brandt som Flagg.
- Joseph Dailey som Cook.